# يونغ تشي لون
يونغ تشي لون (بالصينية: 楊賜麟) هو لاعب كرة قدم صيني في مركز الوسط، ولد في 20 نوفمبر 1989 في هونغ كونغ في الصين. شارك مع منتخب هونغ كونغ تحت 23 سنة لكرة القدم ومنتخب هونغ كونغ لكرة القدم. أما مع النوادي، فقد لعب مع نادي سون هي ونادي سيتيزن.

## وصلات خارجية
- يونغ تشي لون على موقع قاعدة بيانات كرة القدم.إي يو (الإنجليزية)
- يونغ تشي لون على موقع Soccerway.com (الإنجليزية)